# Monjos Estudites Ucraïnesos
Els Monjos Estudites Ucraïnesos, en llatí Monachi e Regula Studitarum, són religiosos de l'Església Greco-Catòlica Ucraïnesa. No són, pròpiament, un orde monàstic ni una congregació, però segueixen la tradició monàstica catòlica oriental. Els seus membres, coneguts amb el nom d'estudites, posposen al nom les sigles M.S.U.

## Història

### Antecedents
Cal cercar els seus orígens en el monestir d'Estúdion, fundat a Constantinoble l'any 463 pel cònsol Flavi Estudi i posat sota l'advocació a sant Joan Baptista. Allà fou redactat el típicon, calendari perpetu que conté unes instruccions litúrgiques, les quals, amb les lògiques variacions de temps i lloc, continuen essent adoptades tant per les Esglésies Cristianes Ortodoxes com per les Esglésies Catòliques Orientals de ritu bizantí. Com a Stúdion, els estudites segueixen la Regla de Sant Teodor, segons la redacció del patriarca Aleix (s. XI), que tingué una gran difusió en les terres eslaves durant l'Edat mitjana.
Els estudites esdevingueren el baluard de l'ortodòxia catòlica enfront de les doctrines monofisites del segle v i de la iconoclàstia recurrent a l'Orient entre els segles viii i ix. El seu declivi anà en paral·lel al de l'Imperi Romà d'Orient, i fins i tot foren objecte de supressió arran de la Quarta Croada. Després de la caiguda de Constantinoble davant dels otomans l'any 1453, els monjos es dispersaren, per bé que subsistiren algunes petites comunitats, especialment a Galítsia.

### Fundació i primers temps
No fou fins a l'any 1901 que Andrei Xepticki (1865-1944), arquebisbe metropolità de Lviv, volgué donar embranzida a l'antic monaquisme oriental, tot recuperant el típicon i encoratjant la formació de comunitats que vivien d'acord amb la tradició de Studion. La primera fou a Vulka, prop de Lviv, que, en créixer, es traslladà a un monestir de Sknyliv. El seu típicon fu aprovat pels bisbes ucraïnesos en 1906, i dos anys més tard es fundà un segon monestir estudita a Bòsnia, amb una comunitat ucraïnesa.
Per bé que la l'apostolat de Xepticki arribà a les comunitats catòliques ucraïneses d'Amèrica, no aconseguí altres fundacions que les europees. Quan l'any 1914 esclatà la Primera Guerra Mundial, les tropes de la Rússia tsarista, hostil des de sempre a les comunitats religioses fidels a Roma, envaïren Galítsia, Szepticky i molts dels monjos foren empresonats, i per bé que els alliberaren el 1917 arran de la Revolució russa, la integració de Galítsia a la Unió Soviètica sota el nom d'Ucraïna Oriental (1922) conduí l'orde a la semiclandestinitat i a una passa de l'extinció.
Uns seixanta religiosos es reuniren a la residència de Xepticki a Univ, que esdevingué una comunitat a partir de la qual s'anaren expandint: Zarvanycja, Lviv, Luc'k, Dora i Florinka. En 1923, el bisbe envià les constitucions dels estudites a Roma, que emeté un decret de lloança. El mateix Andrei Xepticki fu nomenat primer arximandrita, tot i que, de fet, n'era el director el seu germà Kazimierz Xepticki. Amb el nom religiós de Climent, ocupà la primacia a la mort del seu germà, en 1944 i fins que morí en 1956, presoner en un camp de concentració soviètic.
Després de la Segona Guerra Mundial, les comunitats d'Ucraïna i la Unió Soviètica es dispersaren. Un grup de monjos presoners en camps de concentració nazis s'establiren en 1946 a Buke, prop de Paderborn. Aquesta comunitat es traslladà en 1949 a l'antiga abadia benedictina de Chevetogne (Bèlgica) i, en 1951 a Woodstock (Canadà). En 1964, el cardenal Josyp Slipyj fundà un monestir prop de Grottaferrata, amb alguns monjos de Woodstock.

## Activitat i difusió
Els monjos estudites es dediquen a la pregària litúrgica, el treball intel·lectual i el manual, segons les necessitats de cada comunitat, i a la cura d'orfes.
En 1939 hi havia vuit monestirs autònoms i dues cases dependents, amb un noviciat al monestir d'Univ i 221 monjos en total. Actualment (2012) els monjos estudites no arriben a la trentena. L'orde manté vuit comunitats a Ucraïna, un a Polònia, un a Belarús i un altre a Grottaferrata, prop de Roma. La seva màxima autoritat és Lubomir Hússar, arquebisbe major greco-catòlic emèrit de Lviv i cardenal del títol de S. Sofia in Via Boccea.